# Époisses
Époisses är en kommun i departementet Côte-d'Or i regionen Bourgogne-Franche-Comté i östra Frankrike. Kommunen ligger i kantonen Semur-en-Auxois som tillhör arrondissementet Montbard. År 2022 hade Époisses 724 invånare. Kommunen är berömd för sin ost, Époisses de Bourgogne.

## Befolkningsutveckling
Antalet invånare i kommunen Époisses
Referens:INSEE